# ماکاک تبتی
ماکاک تبتی (نام علمی: Macaca thibetana) نام یک گونه از سرده ماکاک است.